# Johann Georg Knie
Johann Georg Knie (ur. 13 stycznia 1794 w Erfurcie, zm. 24 czerwca 1859 we Wrocławiu) – niemiecki nauczyciel, tyflopedagog, śląski krajoznawca, założyciel i wieloletni kierownik zakładu dla ociemniałych we Wrocławiu .

## Życiorys
Urodził się w 1794 roku jako syn wędrownego  dentysty. Stracił wzrok w wieku dziesięciu lat z powodu powikłań po ospie prawdziwej. Z powodu ówczesnych wojen często przeprowadzał się wraz z rodziną i pobierał nauki w różnych miejscach u osób widzących.  Dzięki temu, a także dzięki licznym podróżom, zdobył cenną wiedzę i podstawy do większej samodzielności.
W wieku 15 lat Knie wstąpił do Instytutu Niewidomych w Berlinie, gdzie w ciągu pięciu lat nauki otrzymał odpowiednie wykształcenie techniczne. Zdecydował się wówczas zostać nauczycielem niewidomych. W ramach przygotowań do zawodu studiował matematykę, historię i geografię na Uniwersytecie Wrocławskim.
Przypuszczalnie zainspirowany przez Johanna Augusta Zeune'a, swojego „ojcowskiego przyjaciela” („väterlichen Freundes”), Knie, jeszcze jako student, zaproponował  w artykule prasowym w 1816 roku utworzenie instytucji dla niewidomych. Po pomyślnym zdaniu egzaminów i uzyskaniu ostatecznej zgody ministerialnej, 1 lutego 1819 roku rozpoczął nauczanie swojego pierwszego niewidomego ucznia. Założony w 1819 r. zakład dla ociemniałych we Wrocławiu (Blindenanstalt Breslau) był pierwotnie placówką, której celem było nauczanie rzemiosła weteranów oślepionych w trakcie kampanii wojennych z lat 1813–1815, a następnie stworzenie dla możliwości zarobkowania. Ze względu na obfitość środków finansowych i szybkie rozpoznanie potrzeb środowiska ofertę instytucji rozszerzono na dzieci i dorosłych cywilów . W połowie XIX w. Blinden-Unterrichts-Anstalt zu Breslau oraz zajmujące się nim stowarzyszenie otrzymały wsparcie sejmiku prowincjonalnego.
W 1835 roku wyruszył w dłuższą samodzielną podróż bez towarzystwa ( „Pädagogische Reise”) . Odwiedził Drezno, Pragę, Wiedeń (gdzie przez dłuższy czas przebywał u Johanna Wilhelma Kleina ), Linz, Monachium, Augsburg, Stuttgart, Frankfurt nad Menem, Weimar, Jenę, Halle i Berlin. Do domu powrócił po trzyipółmiesięcznej podróży, podczas której odwiedzał ośrodki dla niewidomych, ale także inne instytucje humanitarne . 
Johann Georg Knie zajmował się udoskonalaniem istniejących pomocy dydaktycznych i wymyślaniem nowych. Przywiązywał też dużą wagę pisma dla niewidomych, m.in. opracował własny system . Początkowo stanowczo odrzucał alfabet Braille’a. Przetłumaczył na język niemiecki i opatrzył komentarzem niektóre z najciekawszych pism o niewidomych. Ważnym elementem jego spuścizny literackiej są publikacje dotyczące topografii Śląska.
Johann Georg Knie kierował zakładem dla ociemniałych we Wrocławiu (Blindenanstalt Breslau) do swojej śmierci w 1859 roku .

## Życie prywatne
Wkrótce po objęciu stanowiska we Wrocławiu, prawdopodobnie w 1819 lub 1820 roku, Knie ożenił się. Jego życie rodzinne nie przebiegało bez problemów: żona, Lotte, przez wiele lat chorowała; jego córka, Julie, była jedyną z jego trzech córek, która nie umarła jako dziecko. Spełniła się jednak nadzieja, jaką Knie wyraził wcześniej, że niewidomi, jeśli w ogóle będą mieli źródła dochodu, będą mieli także żonę, i to widzącą .
Co ciekawe, Knie uważał, że niewidome kobiety mogą zapewne wypełniać obowiązki żony, ale nigdy obowiązków matki i gospodyni domowej, i zalecał, aby wstępowały do klasztoru, o ile jest to możliwe . 
Knie często czule wspomina swoją rodzinę w Pädagogische Reise durch Deutschland im Sommer 1835 i wyraźnie żałuje, że z powodów finansowych nie mógł zabrać ze sobą żony i córki . 
Johann Georg Knie był upamiętniony nazwą ulicy we Wrocławiu (Kniestrasse), przy której znajdował się  	Blindenanstalt Breslau .

## Publikacje
- Versuch über den Unterricht der Blinden, oder entwickelnde Darstellung des beim Blindenunterrichte angewandten Verfahrens, aus dem Französischen (von Guilie) übersetzt, Breslau 1821
- Kurze geographische Beschreibung von Preußisch-Schlesien, der Grafschaft Glaz und der Preußischen Markgrafschaft Ober-Lausitz oder der gesamten Provinz Preußisch-Schlesien: Zum Gebrauch für Schulen. Erstes Bändchen, Breslau 1831 (część pierwsza podręcznika szkolnego dla widzących)
- Pädagogische Reise durch Deutschland im Sommer 1835, Stuttgart 1837 (opis „podróży pedagogicznej” odbytej w 1835 roku)
- Eine Selbstbiographie, Essen 1838 (autobiografia)
- Versuch über den leiblichen, sittlichen und geistigen Zustand der Blindgeborenen
- Anleitung zur zweckmäßigen Behandlung blinder Kinder, Berlin 1839
- Erinnerungen einer Blindgeborenen nebst Bildungsgeschichte der beiden Taubstumm-Blinden Laura Bridgman und Eduard Meystre, Breslau 1839
- Alphabethisch-Statistisch-Topographische Uebersicht aller Dörfer, Flecken, Städte und andern Orte der Königl. Preuß. Provinz Schlesien, mit Einschluß des jetzt ganz zur Provinz gehörenden Markgrafthums Ober-Lausitz und der Grafschaft Glatz; nebst beigefügter Nachweisung von der Eintheilung des Landes nach den verschiedenen Zweigen der Civil-Verwaltung. Graß, Barth und Comp., Breslau  1830
- Alphabetisch-statistisch-topographische Uebersicht der Dörfer, Flecken, Städte und andern Orte der Königl. Preuß. Provinz Schlesien, nebst beigefügter Eintheilung des Landes nach den Bezirken der drei Königlichen Regierungen, den darin enthaltenen Fürstenthümern und Kreisen, mit Angabe des Flächeninhaltes, der mittleren Erhebung über der Meeresfläche, der Bewohner, Gebäude, des Viehstandes u.s.w. 2. Auflage,  Breslau 1845 (drugie wydanie)